# López (sobrenome)
López é um sobrenome da língua espanhola enquanto Lopes é o sobrenome correspondente na língua portuguesa. Significa "filho de Lopo", nome próprio que vem do latim lupus e significa "lobo". Esse é um sobrenome que também foi adotado por muitos judeus sefarditas.

## Com origem em Espanha

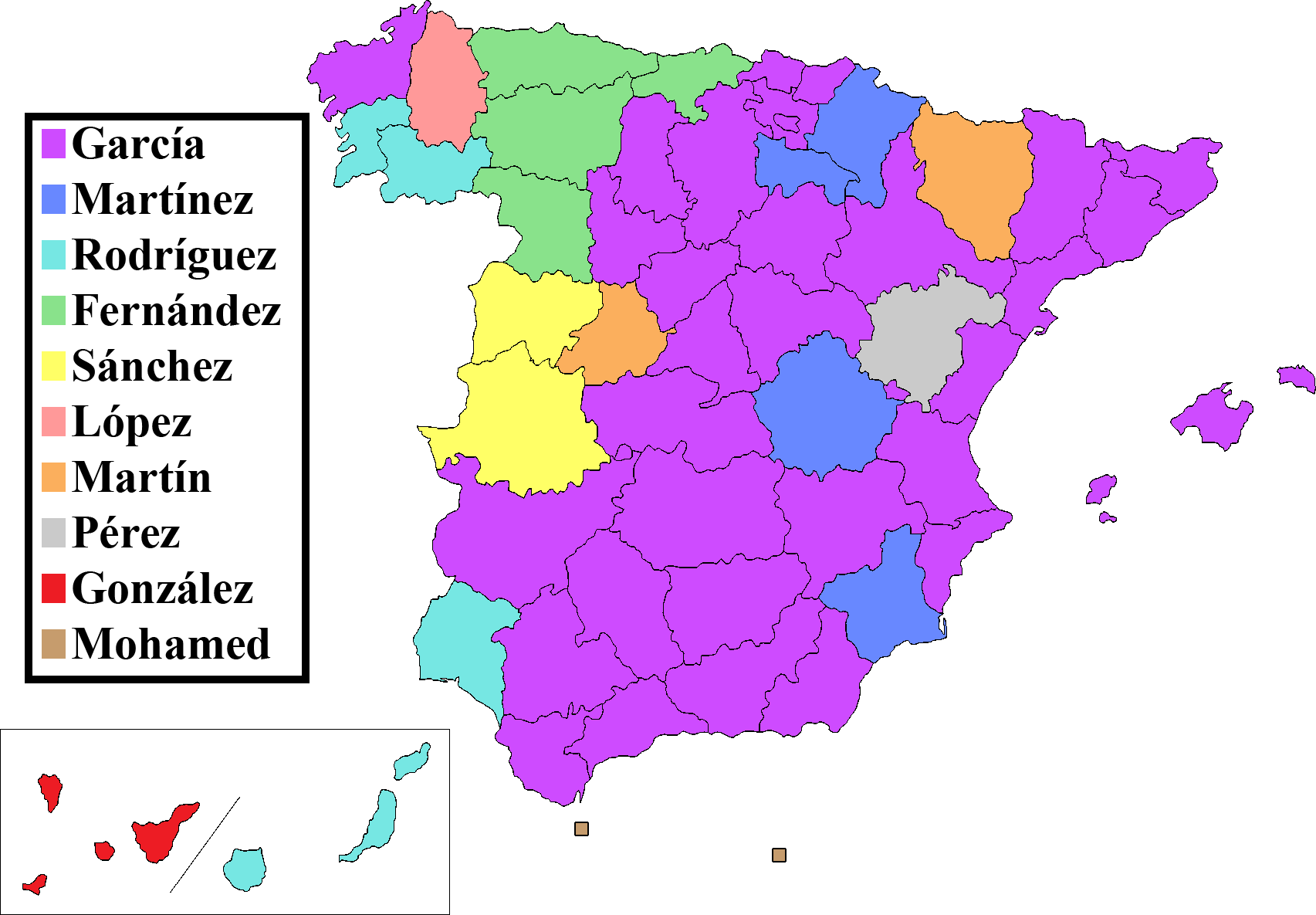
No mapa representa-se o sobrenome mais frequente na cada uma das províncias da Espanha, em 2006.

Segundo dados do INE de 2011, é o quinto sobrenome mais comum da Espanha, depois de García, Fernández, González, e Rodríguez. 
879.145 pessoas levavam-no como primeiro sobrenome, o que equivale ao 1,87% da população registrada em Espanha.
Os sobrenomes patronímicos estão muito difundidos e são aqueles que foram originados por um nome próprio. No antigo Reino de Castela principalmente utilizava-se a desinencia "-ez" que equivale a "filho de". O apelido López é um exemplo claro disto: dos prenomes Lope ou Lopo deriva López, equivalente a "filho de Lope".

### Escudo de armas
Dado que López é um apelido patronímico, não existe uma origem comum e também não há um escudo único, existindo diferentes linhagens. Só o estudo genealógico de um sobrenome permite estabelecer se lhe corresponde ou não o uso de um escudo específico.

## Com origem em Portugal

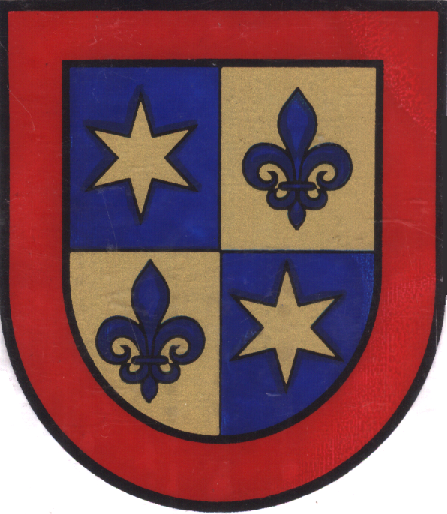
Brasão da Família Lopes

Lopes é um sobrenome da língua portuguesa, patronímico de Lopo. No tempo em que os patronímicos diferenciavam os indivíduos com nomes iguais identificando-os pelo nome do pai, sendo usado por quem fosse filho de um Lopo, nome próprio masculino, portanto pessoas com este sobrenome não são necessariamente parentes.